# Myosotis nain
Eritrichium nanum
Espèce
Classification phylogénétique
Le myosotis nain (Eritrichium nanum)  est une espèce de plantes vivaces de la famille des Boraginaceae. On l'appelle aussi « éritriche nain », « roi des Alpes », « mousse d'Azur », « myosotis des neiges ».
Cette plante est proche des myosotis, mais ce n'est pas un Myosotis véritable de par la forme très différente de leur fruit.

## Description
C'est une petite plante vigoureuse de 3 à 8 cm de haut, à racine pivotante, formant des tapis ou des coussinets arrondis de 3 à 10 cm de diamètre, couverts de longs poils soyeux.
Les petites feuilles en rosette sont entières, oblongues, lancéolées, velues et soyeuses.
Cette plante possède des petites corolles bleu azur de 5 à 8 mm de diamètre, avec un lobe arrondi et au centre des pétales un anneau jaune.

## Répartition
On retrouve le myosotis nain dans 2 grandes chaines de montagnes en Europe, les Alpes et les Carpates. Il est présent de la France à l'Autriche et pousse dans les croupes et les crêtes rocheuses de l'étage alpin (3 000 m d'altitude). Ses milieux de prédilection sont les espaces rocheux avec une affinité plus importante pour les roches siliceuses.

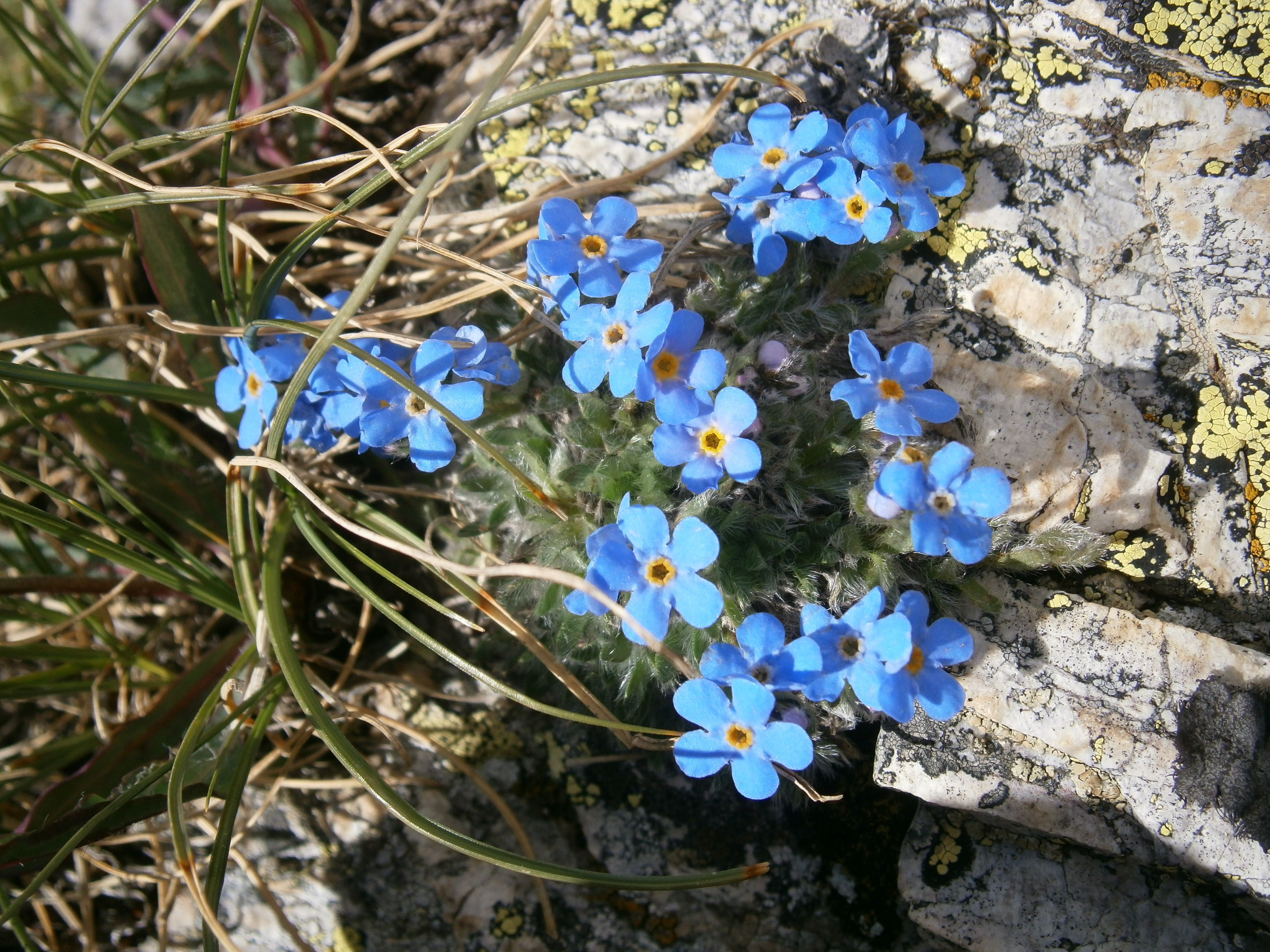
Eritrichium nanum dans les Grandes Rousses en Oisans
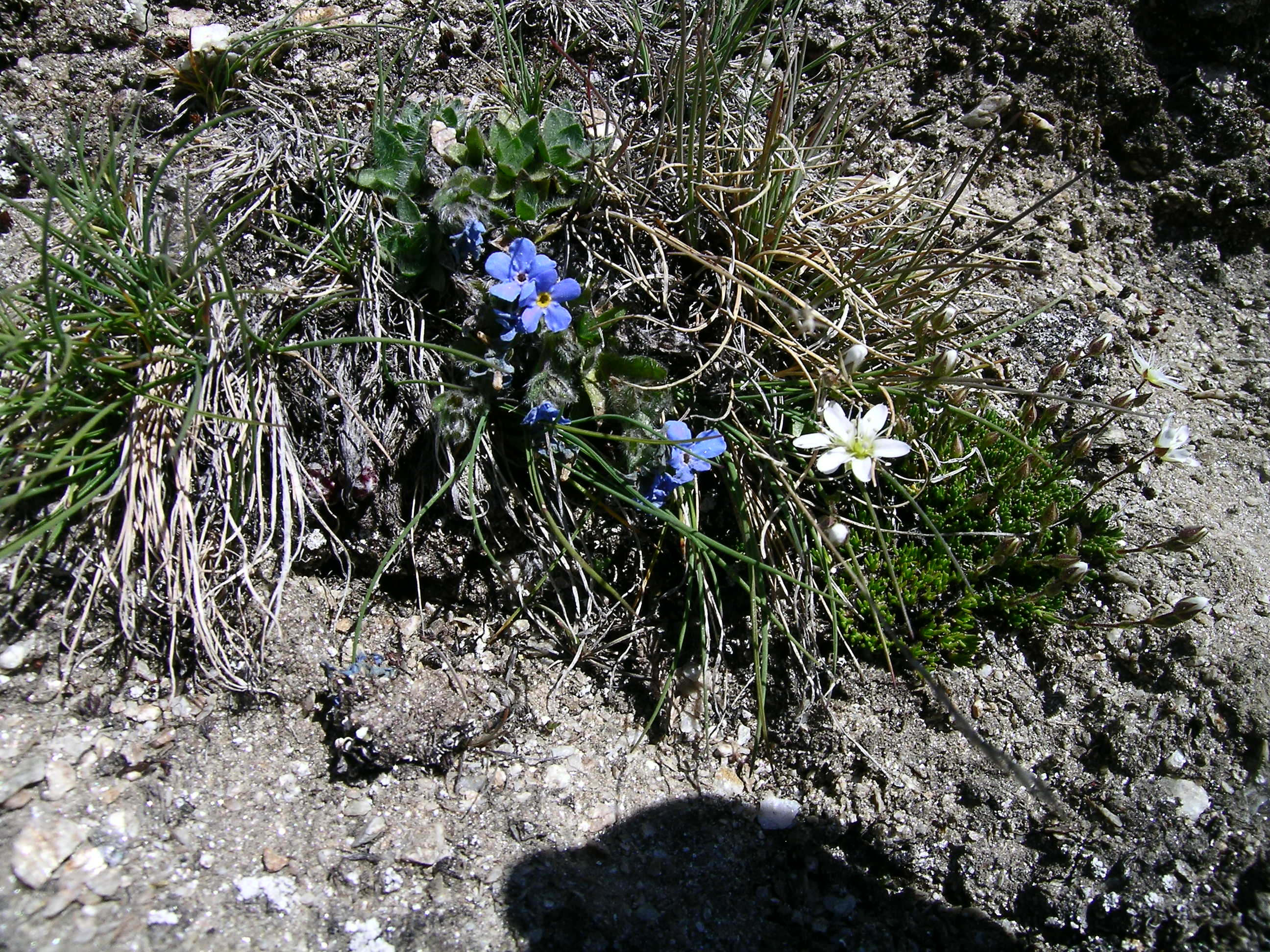
Eritrichium nanum au Gornergrat en Valais
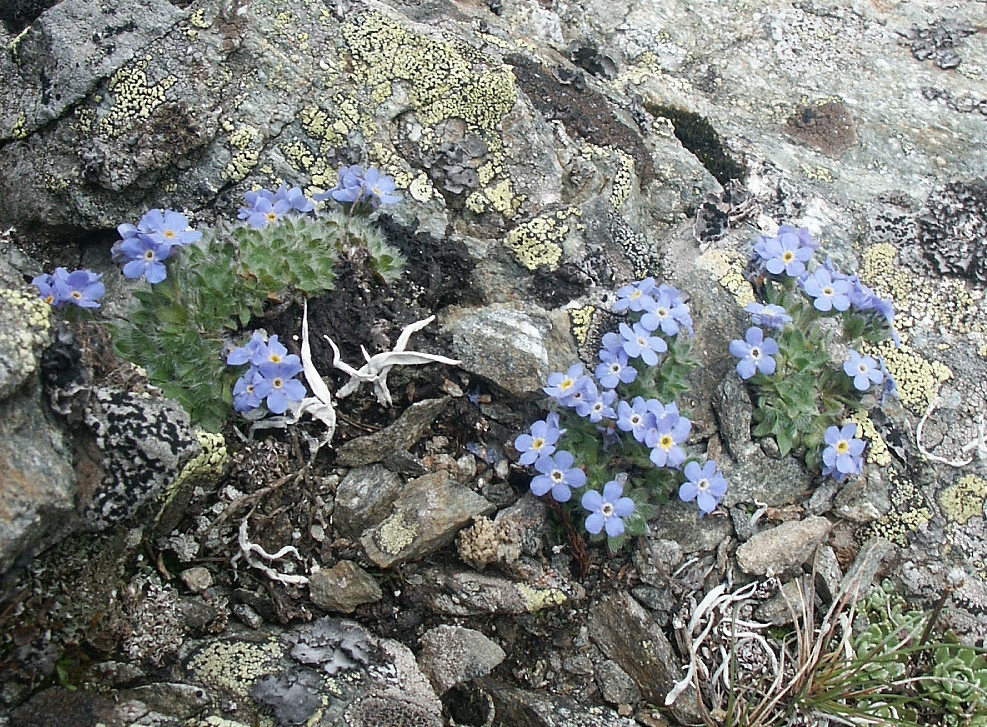
Eritrichium nanum dans les Niedere Tauern en Styrie